# Galium pseudorivale
Galium pseudorivale là một loài thực vật có hoa trong họ Thiến thảo. Loài này được Tzvelev mô tả khoa học đầu tiên năm 1981.